# Voglje, Sežana
Voglje este o localitate din comuna Sežana, Slovenia, cu o populație de 72 de locuitori.